# Kamp Pustków

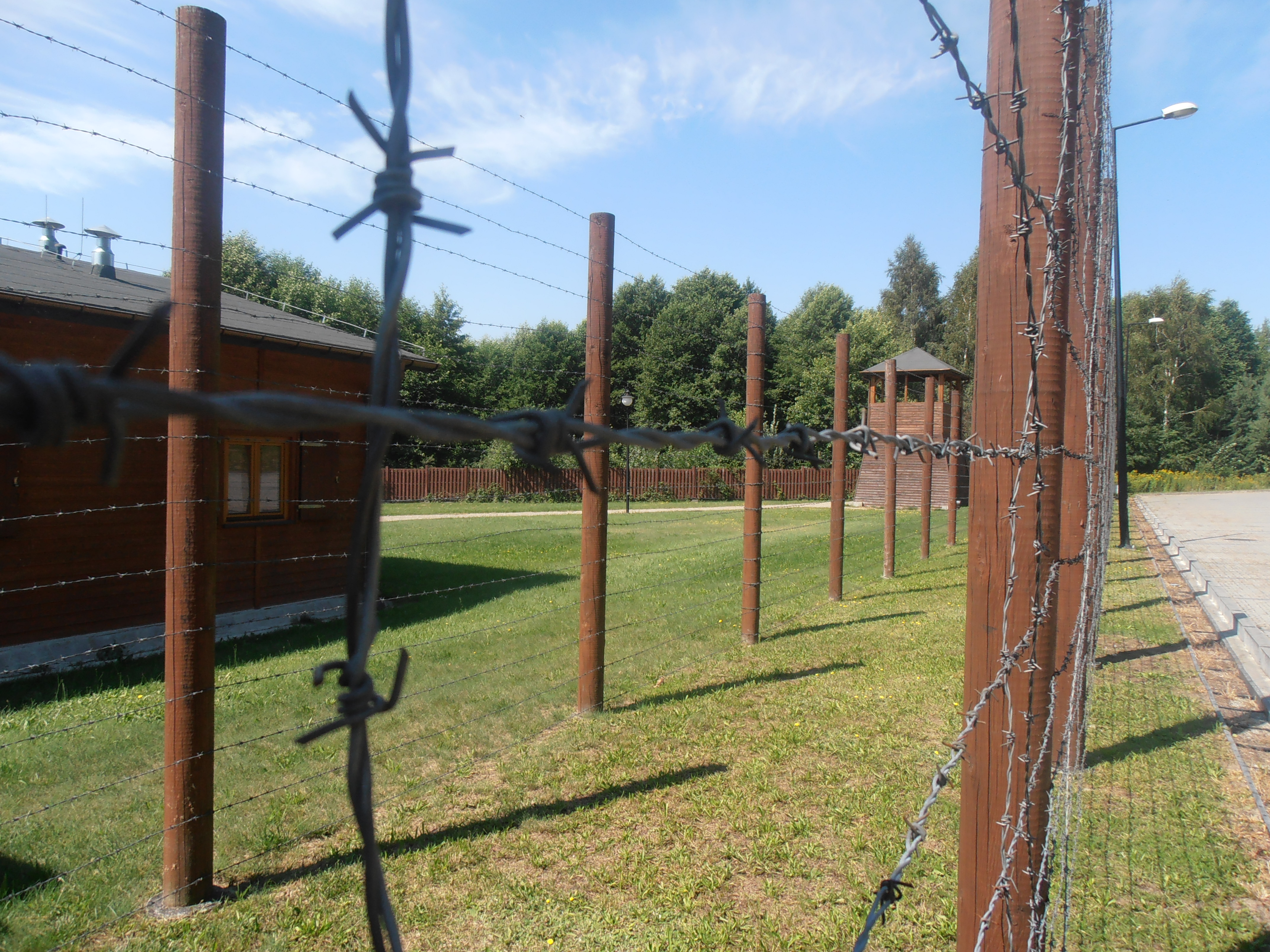
Kamp Pustków (2016)

Kamp Pustków was een werkkamp en krijgsgevangenenkamp in Polen tijdens de bezetting door nazi-Duitsland. Het kamp was gelegen in de buurt van het dorpje Pustków nabij Rzeszów in het zuidoosten van het huidige Polen. Het kamp werd in 1940 in gebruik genomen en werd gesloten begin augustus 1944.

## Geschiedenis
Oorspronkelijk hadden de nazi's gepland om in de omgeving van Pustków een groot SS-trainingskamp op te richten met kazernes, magazijnen en gebouwen voor de inlichtingendiensten. Hiertoe werden naar schatting een vijftiental dorpen in de omgeving van Pustków ontruimd en vervolgens platgebrand.
Om voldoende arbeidskrachten ter beschikking te hebben om dit plan te realiseren werd eerst een arbeiderskamp opgericht. In 1940 arriveerden de eerste arbeiders, voornamelijk Joden. De omstandigheden waren dermate verschrikkelijk dat de meeste gevangenen de eerste maanden niet overleefden.
De locatie werd uitgebreid met een kamp voor Russische krijgsgevangenen, waarvan de eersten in oktober 1941 arriveerden. In de beginperiode was het krijgsgevangenkamp niet meer dan een afgesloten zone. De gevangenen ontvingen een minimale hoeveelheid of geen voedsel, zodat ze om de hongerdood te ontlopen gras en wortels moesten eten. Er waren geen barakken zodat men onder de blote hemel moesten slapen. Door het gebrek aan beschutting overleefden vele krijgsgevangen de strenge winter van 1941-42 niet. Velen werden gefolterd en mishandeld, of werden in massa geëxecuteerd aan de voet van wat bekend werd als "de heuvel des doods". Op deze heuvel werden tevens lijken verbrand, op speciaal daartoe aangelegde brandstapels.
In september 1942 ontstond een derde kamp voor verplicht tewerkgestelde Polen, die onder niet veel betere omstandigheden dan de twee andere kampen moesten werken. Deze gevangenen werden ingeschakeld bij de ontwikkeling en productie van de V1 en V2-raketten. Vanaf 1943 werd het kamp bewaakt door eenheden afkomstig van het 204e Schutzmannschafts Bataljon, een bataljon bestaande uit etnische Oekraïners uit de omgeving van Lviv.
Het totale aantal slachtoffers in het kamp Pustków is onbekend. Begin augustus 1944 werd het kamp opgedoekt en de overlevenden geëxecuteerd. Men schat dat er in totaal minstens 15.000 mensen zijn omgekomen of omgebracht, waarvan ongeveer 5.000 Russische krijgsgevangenen, 7.500 Joden en 2.500 Polen.

### Inbeslagname van V2-raket
In mei 1944 kregen Poolse verzetsstrijders een intacte V2-raket in handen. De raket was gelanceerd vanaf een nabijgelegen basis, maar was niet tot ontploffing gekomen. Men slaagde erin de raket naar Tarnów te smokkelen. Op een inderhaast geïmproviseerde landingsbaan op een stuk weiland, landde een speciaal hiertoe overgevlogen geallieerde Douglas C-47 waarmee de V2-raket via Brindisi naar Londen werd overgebracht voor verder onderzoek.

## Huidige toestand
Op de voormalige site kan men tegenwoordig verschillende monumenten en de fundamenten van de kampgebouwen bezoeken.

## Galerij

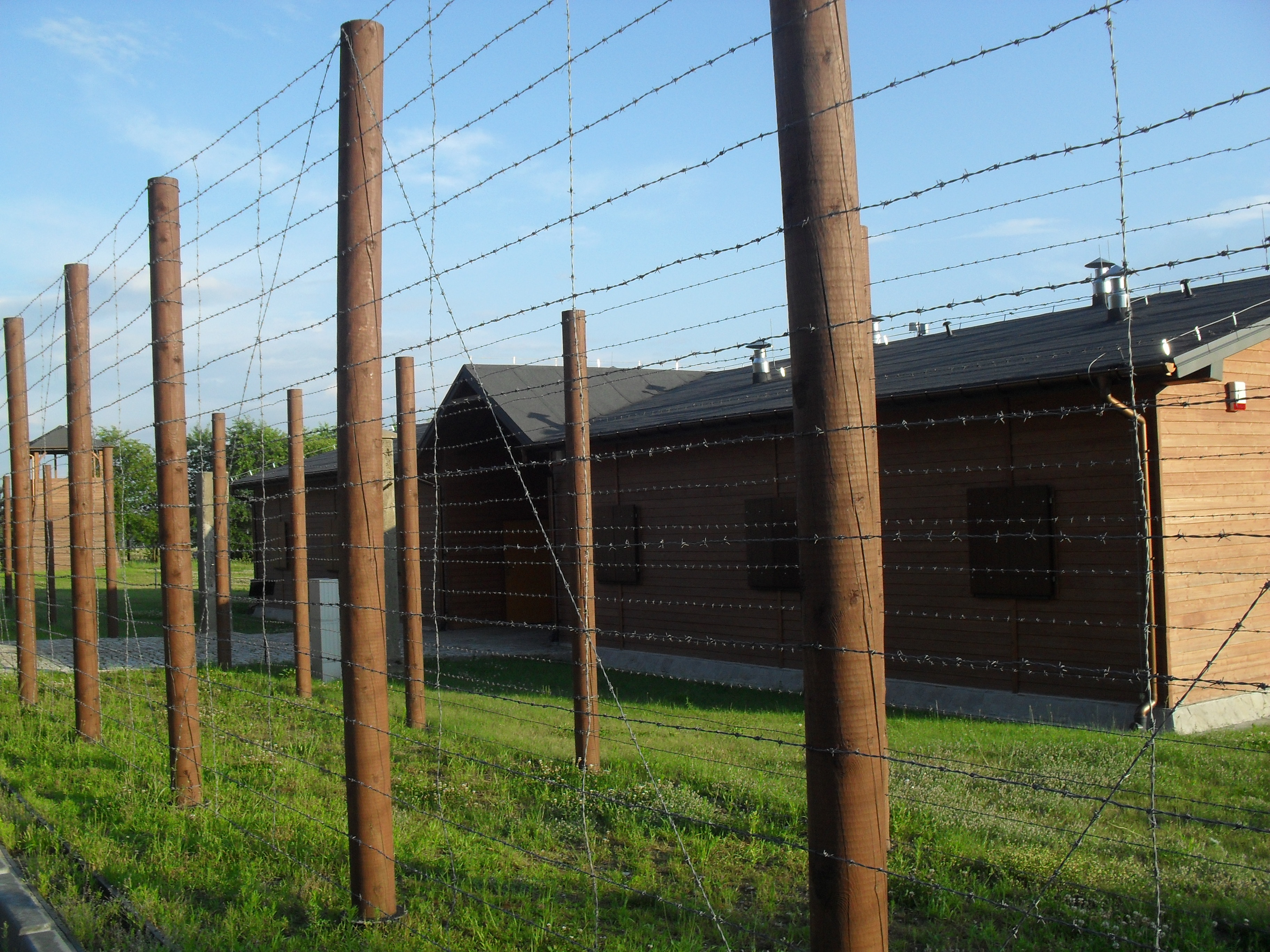
Gereconstrueerde hutten
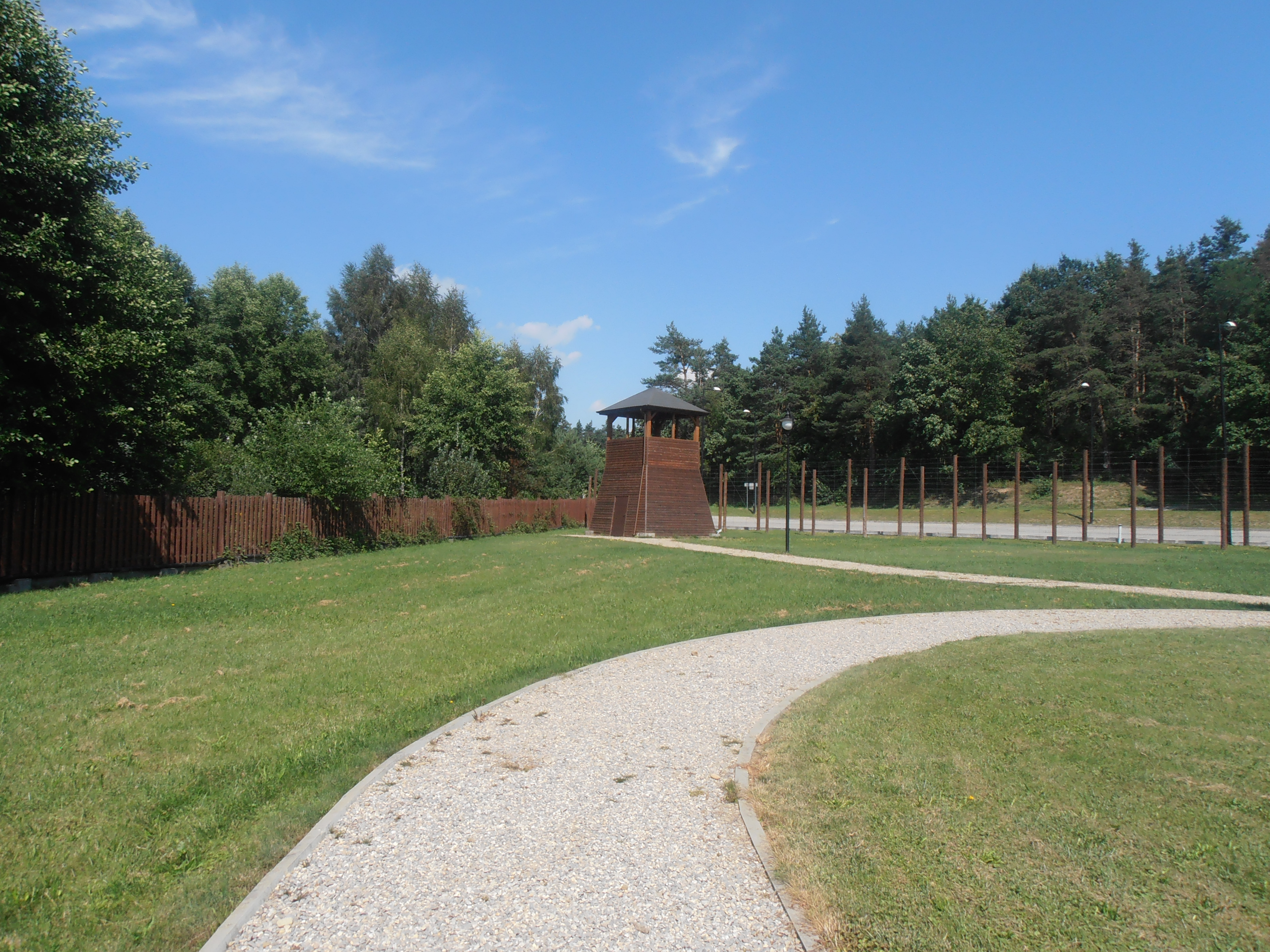
Site van kamp
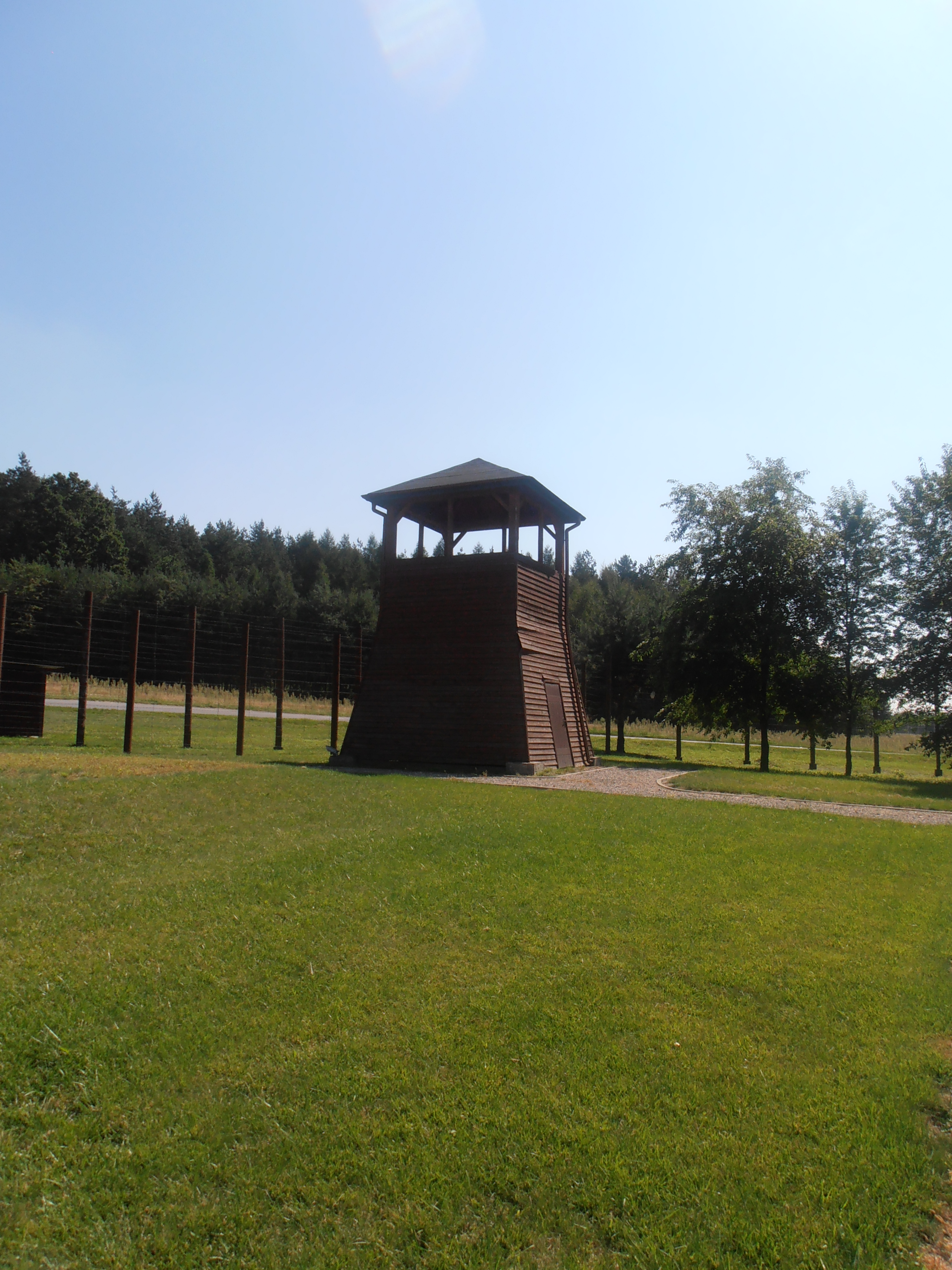
Uitkijktoren
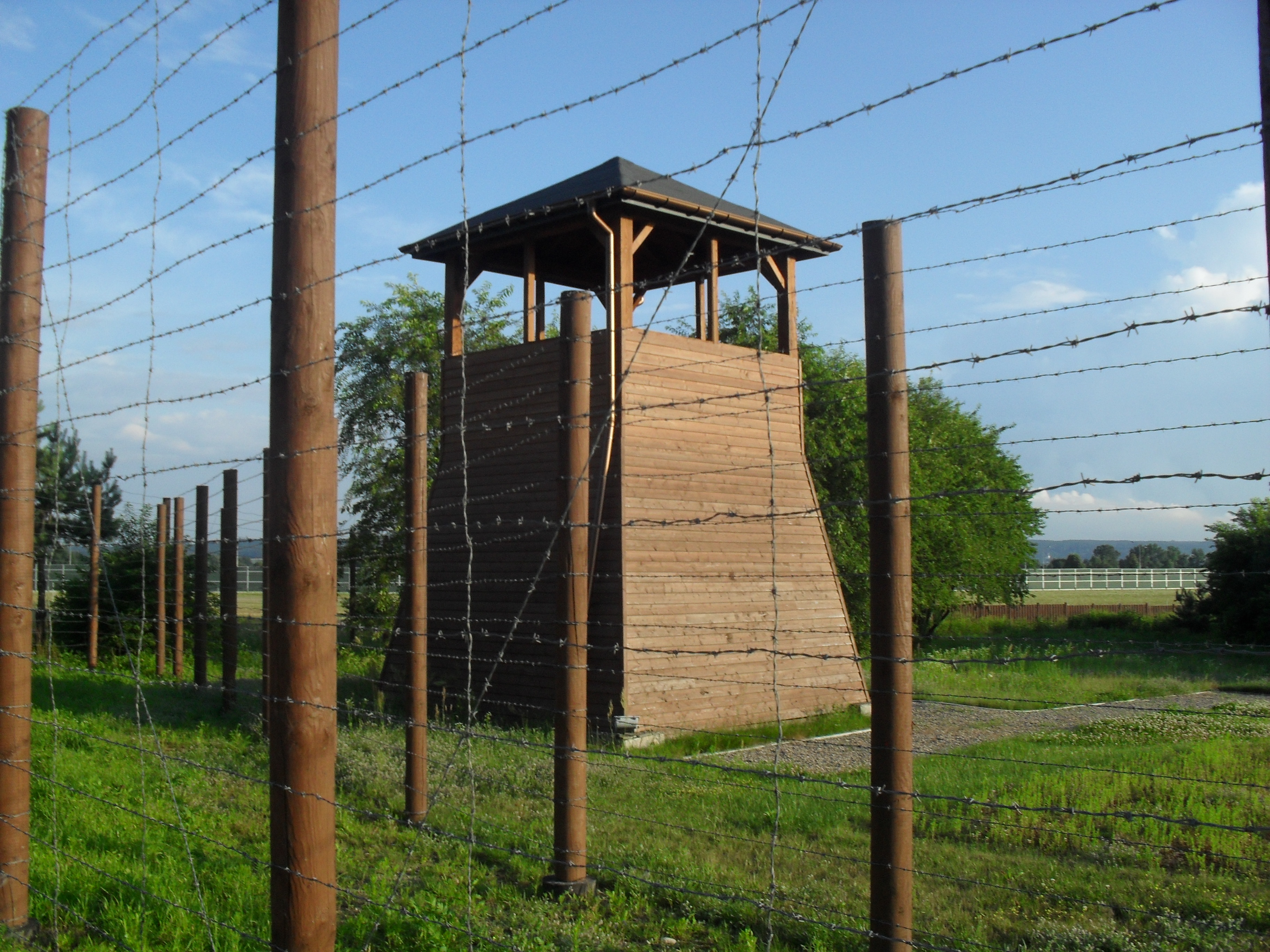
Uitkijktoren
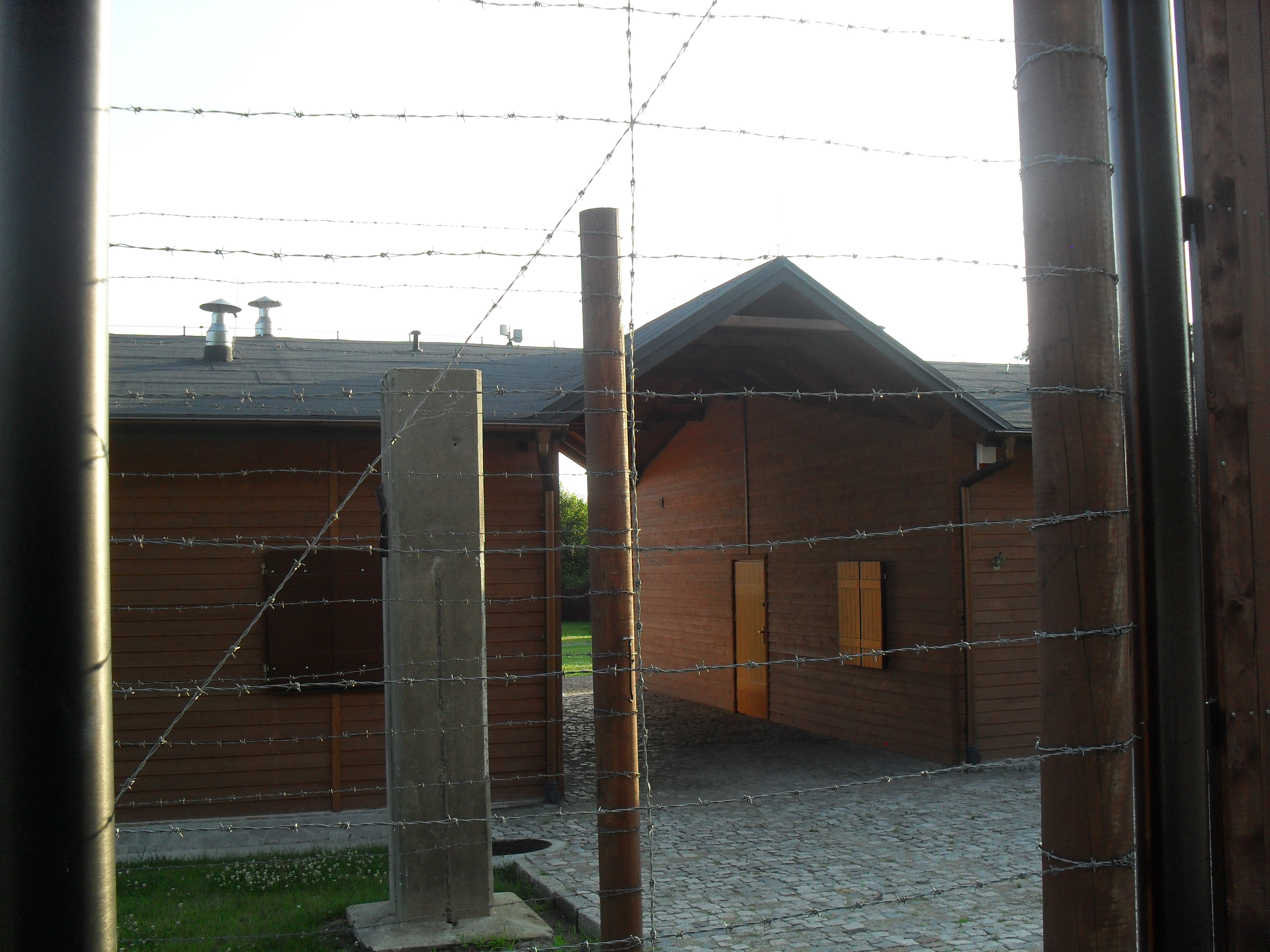
Hutten
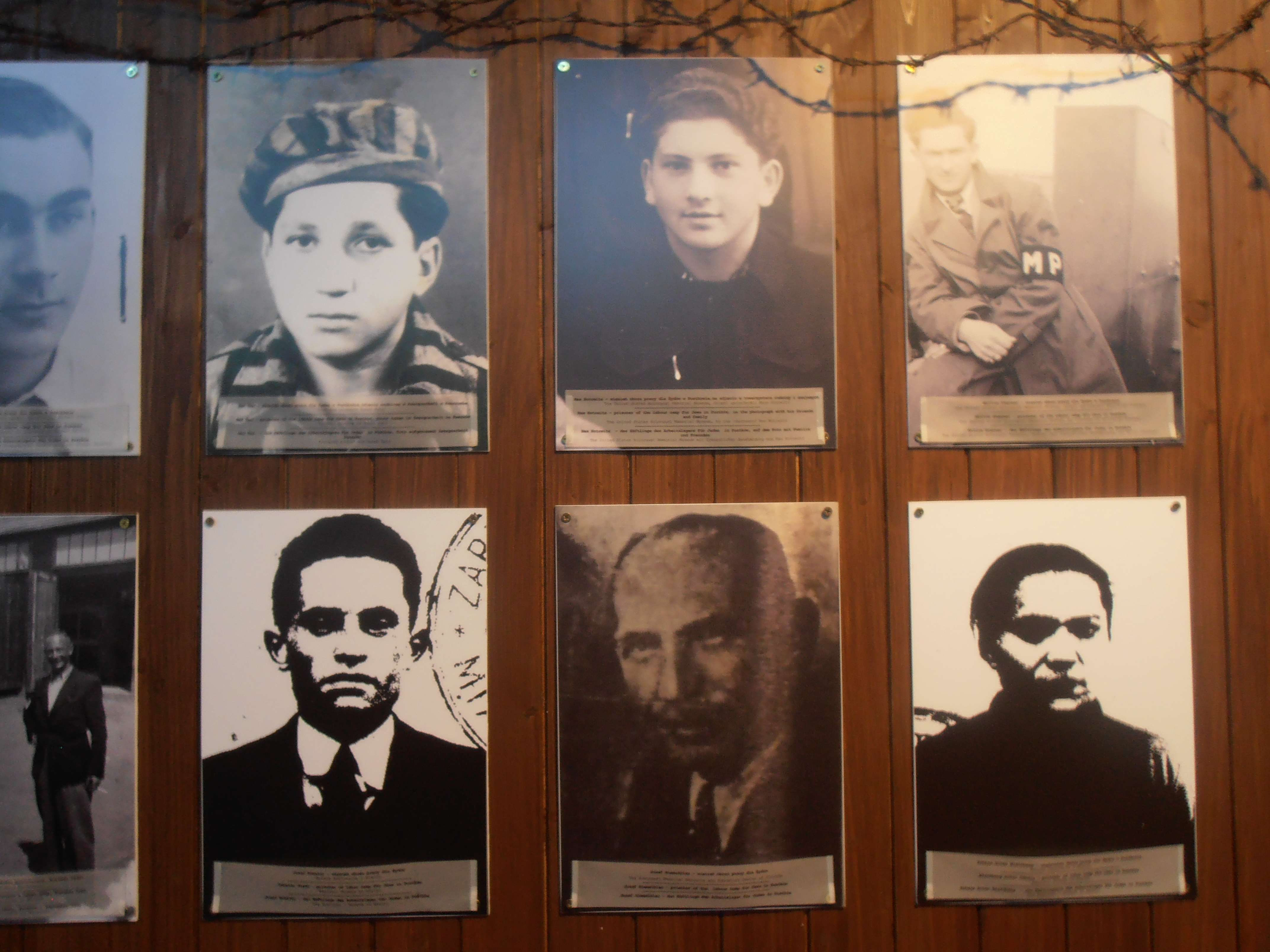
Gevangenen van SS-Truppenübungsplatz Heidelager
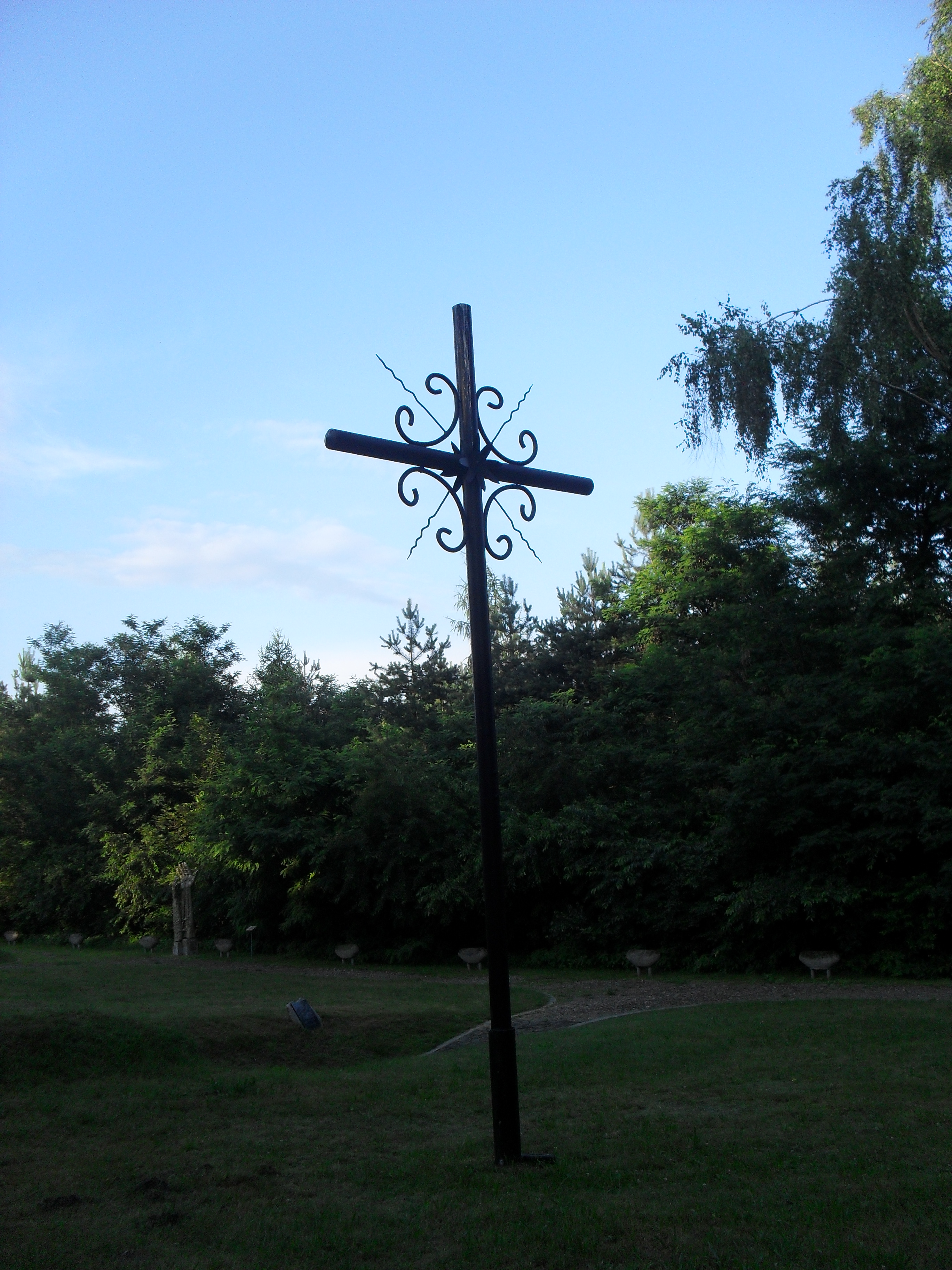
Kruis op Góra Śmierci
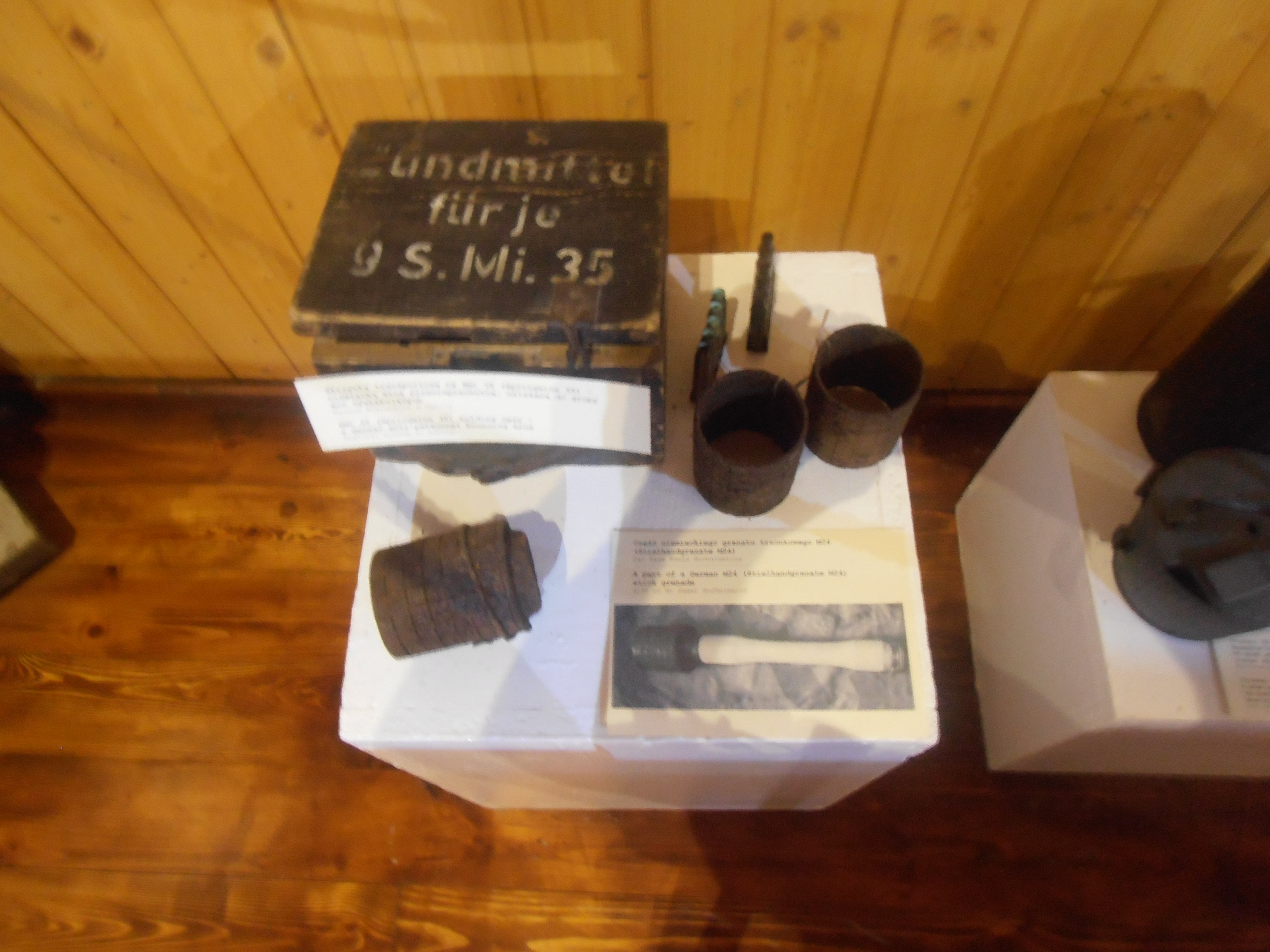
Exposities in SS-Truppenübungsplatz Heidelagermuseum
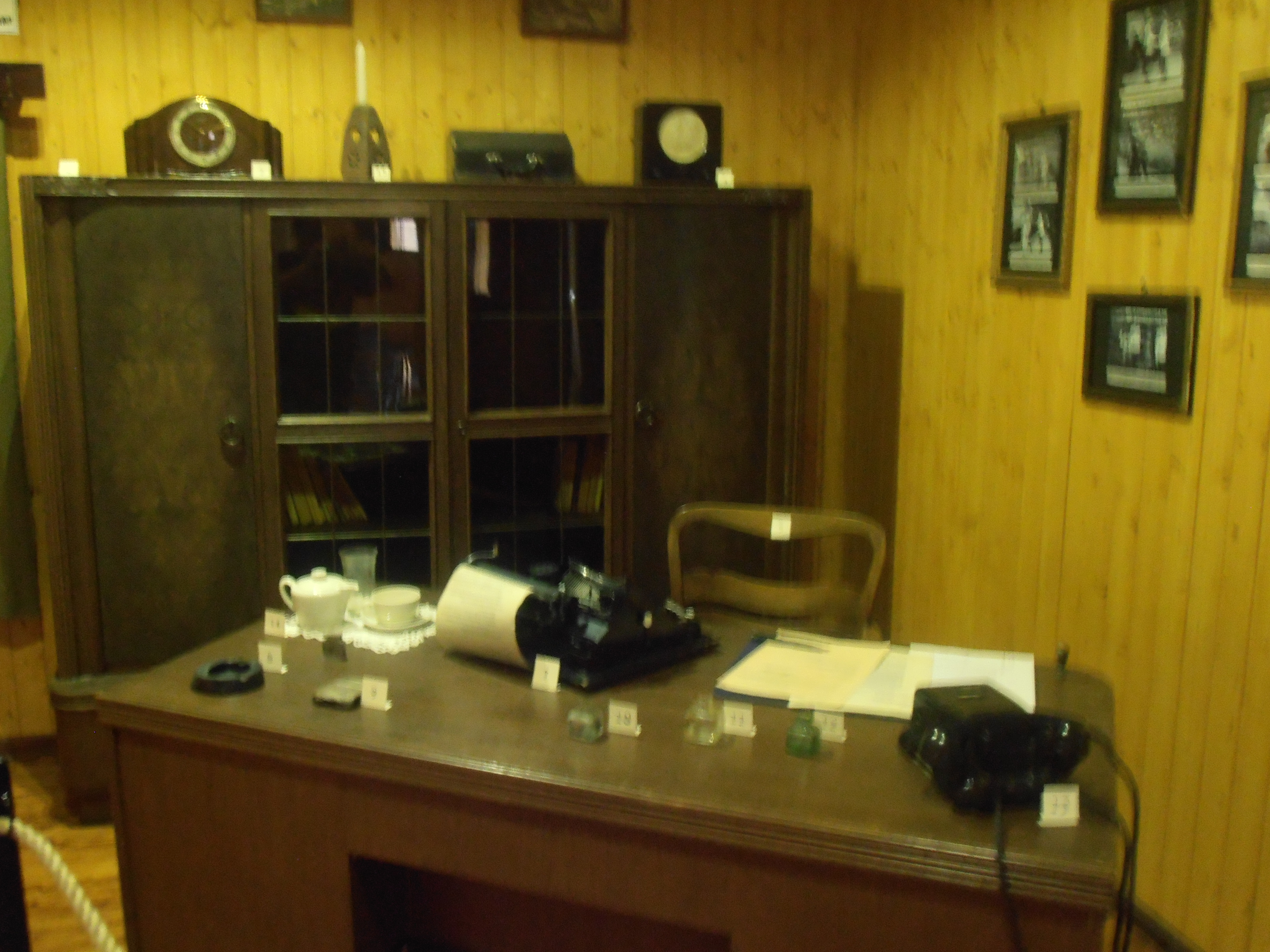
Reconstructie van het kabinet van de kampcommandant Bernhard Voss
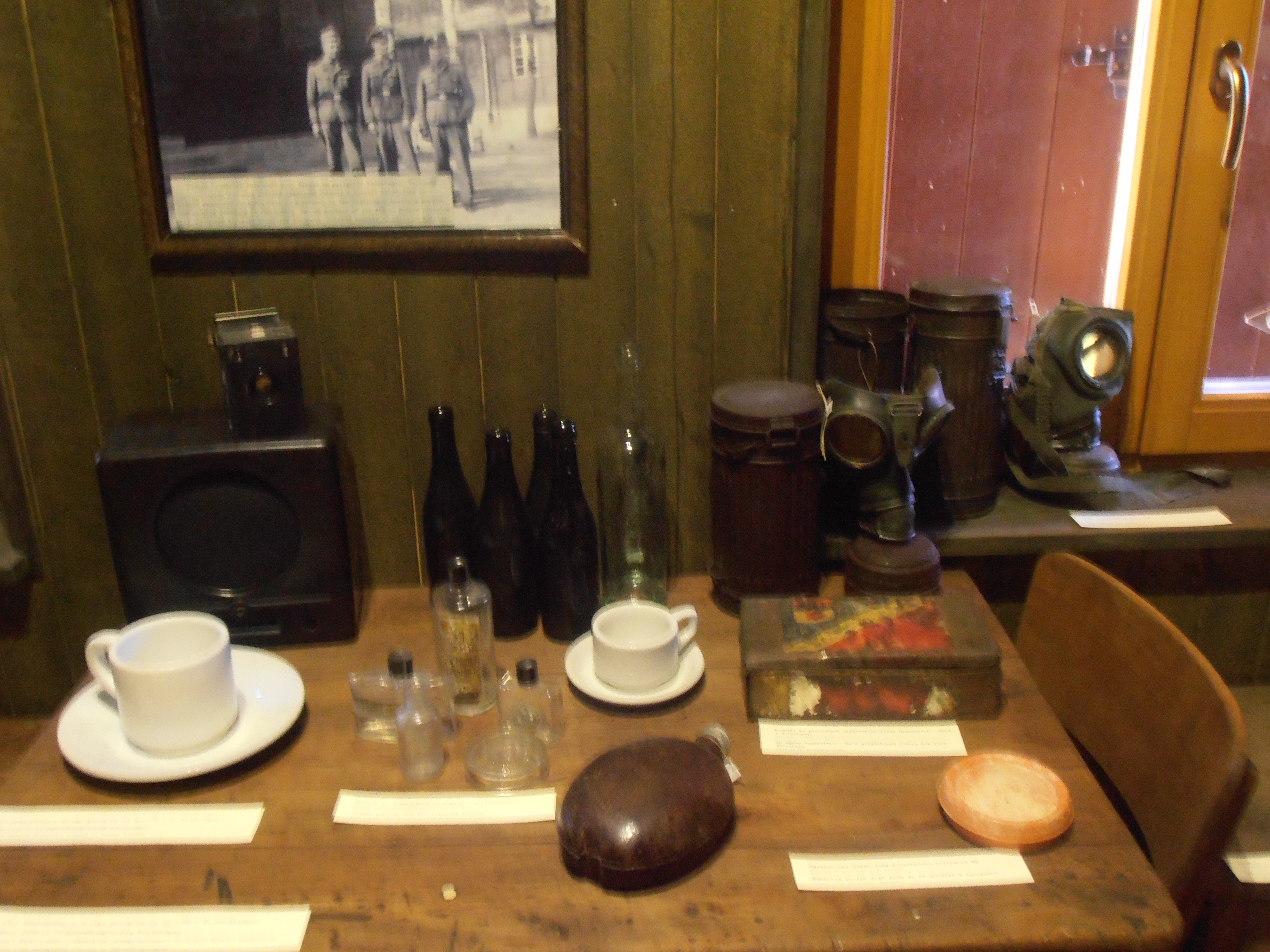
Reconstructie van het kabinet van de kampcommandant Bernhard Voss